# Claudette Colbert

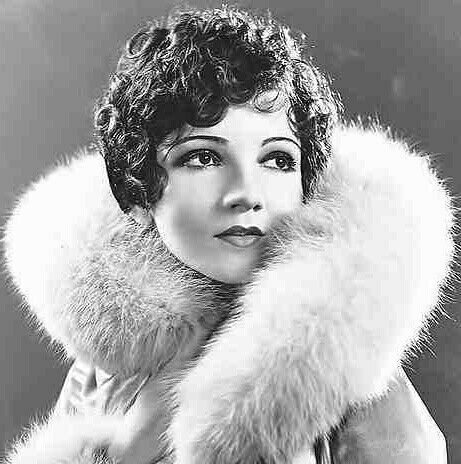
En ung Claudette Colbert, 1920-tal.

Claudette Colbert, född Émilie Claudette Chauchoin den 13 september 1903 i Saint-Mandé, Val-de-Marne, död 30 juli 1996 i Speightstown, Barbados, var en franskfödd amerikansk skådespelare. Colbert började sin karriär på Broadway under slutet av 1920-talet och övergick sedan till film vid ljudfilmens genombrott. Hon erhöll en Oscar för bästa kvinnliga huvudroll för sin roll i Det hände en natt (1934), och nominerades vid ytterligare två tillfällen. Bland hennes övriga noterbara filmer finns Cleopatra (1934), Enskilt område (1935), Midnatt (1939), Dårarnas paradis (1942) och Osynliga länkar (1944).
Colbert var känd för sin mångsidighet och blev en av branschens högst betalda stjärnor under 1930- och 1940-talen. Under sin karriär spelade Claudette Colbert i mer än 60 filmer. Bland hennes mest frekventa motspelare fanns Fred MacMurray i sju filmer (1935–1949) och Fredric March i fyra filmer (1930–1933). I början av 1950-talet drog sig Colbert i stort sett tillbaka från filmen till förmån för tv- och teaterarbete. För sin roll i Den andra Mrs. Greenville (1987), erhöll hon en Golden Globe. Claudette Colbert rankades 1999 som nummer 12 på AFI's 100 Years...100 Stars lista över filmstjärnor från Hollywoods klassiska era.

## Biografi
Claudette Colbert föddes i Saint-Mandé, Frankrike. När hon var åtta år emigrerade familjen till USA. Hon scendebuterade på Broadway 1923 i The Wild Westcotts och gjorde filmdebut 1927 i stumfilmen For the Love of Mike. Hon var perfekt i sofistikerade, romantiska roller men hade också talang för komedi och medverkade i många av Hollywoods bästa komedier. 
Colbert fick en Oscar 1934 som bästa skådespelerska för sin roll i Det hände en natt. Hon nominerades även i samma kategori för sina roller i filmerna Enskilt område (1935) och Osynliga länkar (1944). Under filmkarriären hade hon vid sju tillfällen Fred MacMurray som motspelare och vid fyra Fredric March. 1938 toppade hon listan på bäst betalda skådespelerska då hon fick 427 000 dollar per film.
Hon återvände på 1950-talet till Broadway, och 1961 gjorde hon sin sista filmroll. Så sent som 1985 gjorde Colbert tillsammans med Rex Harrison stor succé på The Theatre Royal i London i tjugotalskomedin Aren't We All. 1988 tilldelades hon en Golden Globe i kategorin bästa kvinnliga biroll i miniserien Den andra Mrs. Greenville.
År 1935 gifte sig Colbert med kirurgen Joel Pressman, de förblev gifta fram till hans död 1968.
Colbert har förärats en stjärna för sina insatser vid filmen på Hollywood Walk of Fame vid adressen 6812 Hollywood Blvd.

## Filmografi i urval
- 1927 – For the Love of Mike
- 1929 – The Hole in the Wall
- 1929 – The Lady Lies
- 1930 – Young Man of Manhattan
- 1930 – Hans fästmö från New York
- 1931 – Ett sensationsbröllop
- 1931 – Leende löjtnanten
- 1931 – Nära Sing-Sing
- 1931 – En kvinna ombord
- 1932 – I korsets tecken
- 1932 – Mannen som försvann
- 1932 – Fången i det öde huset
- 1933 – I hamnens skuggor
- 1933 – Snurriga familjen
- 1933 – Nattens drottning
- 1934 – Det hände en natt
- 1934 – Cleopatra
- 1934 – Uppror mot livet
- 1934 – Fyra rädda människor
- 1935 – Hon gifte sig med chefen
- 1935 – Enskilt område
- 1935 – Den gyllene liljan
- 1936 – Under skilda fanor
- 1937 – Vi träffades i Paris
- 1937 – Kamrater i Paris
- 1938 – Blåskäggs åttonde hustru
- 1938 – Zaza
- 1939 – Flammande vildmark
- 1939 – Midnatt
- 1939 – Jag svär vid mina ögon
- 1940 – Glädjestaden
- 1940 – Vår flygande reporter
- 1941 – En kvinna minns...
- 1941 – Lärkan i skyn
- 1942 – Dårarnas paradis
- 1943 – Det starka är det sköna värt
- 1943 – Vi hälsa livet
- 1944 – Osynliga länkar
- 1945 – Får jag låna din fru?
- 1946 – Skandal på nattexpressen
- 1946 – I morgon och för alltid
- 1947 – Ägget och jag
- 1948 – Sov, min älskling!
- 1950 – Kvinnor bakom taggtråd
- 1950 – The Secret Fury
- 1951 – Gift dej mamma
- 1951 – I galgens skugga
- 1954 – Om Versailles kunde berätta
- 1955 – Revolverdesperadon
- 1961 – Det började en sommar
- 1987 – Den andra Mrs Grenville (TV-film)

## Teater

### Roller
| År   | Roll                 | Produktion                                                     | Regi                          | Teater                                     |
| ---- | -------------------- | -------------------------------------------------------------- | ----------------------------- | ------------------------------------------ |
| 1923 | Sybil Blake          | The Wild Westcotts Anne Morrison                               |                               | Frazee Theatre, New York, USA              |
| 1925 | Ginette              | A Kiss in a Taxi Maurice Hennequin och Pierre Veber            | Bertram Harrison              | Ritz Theatre, New York, USA                |
| 1926 | Peggy Murdock        | The Ghost Train Arnold Ridley                                  | Norman Houston                | Eltinge 42nd Street Theatre, New York, USA |
| 1926 | Pilgrim              | The Pearl of Great Price Robert McLaughlin                     | J. C. Huffman                 | Century Theatre, New York, USA             |
| 1927 | Lou                  | The Barker Kenyon Nicholson                                    | Priestly Morrison             | Biltmore Theatre, New York, USA            |
| 1927 | Sylvia Bainbridge    | The Mulberry Bush Edward Knoblauch                             | Clifford Brook                | Theatre Republic, New York, USA            |
| 1928 | Carlota D'Astradente | La Gringa Tom Cushing                                          | Hamilton MacFadden            | Little Theatre, New York, USA              |
| 1928 | Agnes Lynch          | Within the Law Bayard Veiller                                  | Clifford Brook Mabel Brownell | Cosmopolitan Theatre, New York, USA        |
| 1928 | Patricia Mason       | Fast Life Samuel Shipman och John B. Hymer                     | A.H. Van Buren                | Ambassador Theatre, New York, USA          |
| 1928 | Jill O'Dare          | Tin Pan Alley Hugh Stanislaus Stange                           | Lester Lonergan               | Biltmore Theatre, New York, USA            |
| 1929 | Ada Fife             | Dynamo Eugene O'Neill                                          | Philip Moeller                | Martin Beck Theatre, New York, USA         |
| 1929 | Nanette Dodge Kosoff | See Naples and Die Elmer Rice                                  | Elmer Rice                    | Vanderbilt Theatre, New York, USA          |
| 1955 | Jessica              | Janus Carolyn Green                                            | Reginald Denham               | Plymouth Theatre, New York, USA            |
| 1958 | Content Lowell       | The Marriage-Go-Round Leslie Stevens                           | Joseph Anthony                | Plymouth Theatre, New York, USA            |
| 1961 | Julia Ryan           | Julia, Jake and Uncle Joe Howard Teichmann                     | Richard Whorf                 | Booth Theatre, New York, USA               |
| 1963 | Hedda Rankin         | The Irregular Verb to Love Hugh Williams och Margaret Williams | Cyril Ritchard                | Ethel Barrymore Theatre, New York, USA     |
| 1978 | Evelyn               | The Kingfisher William Douglas Home                            | Lindsay Anderson              | Biltmore Theatre, New York, USA            |
| 1981 | Anne Royce McClain   | A Talent for Murder Jerome Chodorov och Norman Panama          | Paul Aaron                    | Biltmore Theatre, New York, USA            |
| 1985 | Lady Frinton         | Aren't We All? Frederick Lonsdale                              | Clifford Williams             | Brooks Atkinson Theatre, New York, USA     |